# Гуадальканаль (Севілья)
Гуадальканаль (ісп. Guadalcanal) — муніципалітет в Іспанії, у складі автономної спільноти Андалусія, у провінції Севілья. Населення — 2962 особи (2010).
Муніципалітет розташований на відстані близько 320 км на південний захід від Мадрида, 80 км на північ від Севільї.

## Демографія
Динаміка населення (INE ):

## Галерея зображень

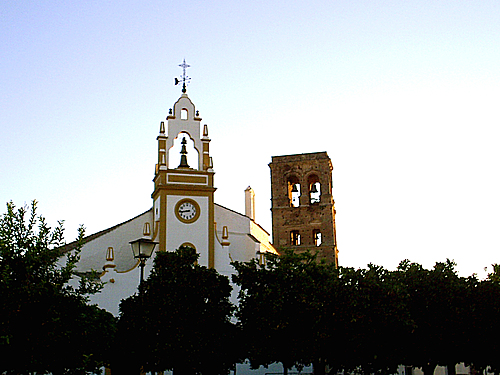
Церква Санта-Марія-де-ла-Асунсьйон
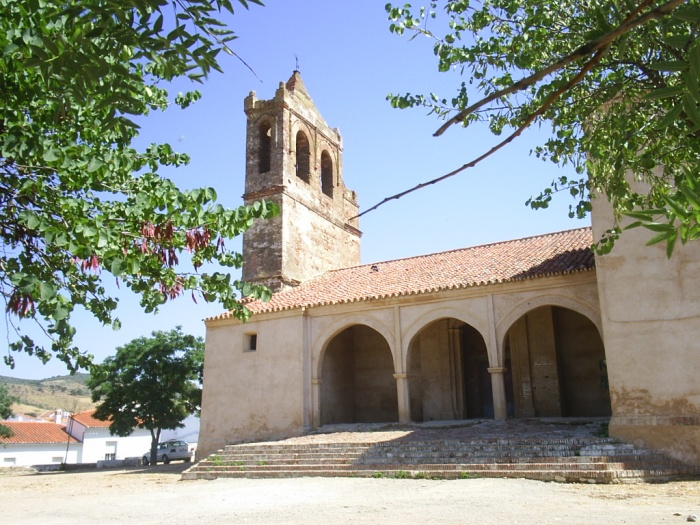
Церква Санта-Ана, Гуадальканаль